# Serie B 1993-1994 (calcio femminile)
L'edizione 1993-1994 è stata la venticinquesima edizione del campionato di Serie B femminile italiana di calcio.

## Stagione

### Novità
Variazioni prima dell'inizio del campionato:
cambio di denominazione:
da "A.C.F. Salernitana" ad "A.C.F. Salernitana Montelladomus" di Salerno;
hanno rinunciato al campionato di Serie B per iscriversi alla Serie C Regionale:
- "A.C.F. Firenze" (4ª in Serie A e retrocessa in Serie B, si iscrive in Serie C),
- "F.C.F. Juventus" (15ª in Serie A e retrocessa in Serie B, si iscrive in Serie C),
- "C.F. Libertas Copertino" (10ª nel girone B della Serie B),
- "A.C.F. Libertas Vasto" (4ª nel girone B della Serie B),
- "S.S.C.F. Monteforte Irpino" (11ª in Serie A e retrocessa in Serie B, si iscrive in Serie C),
- "A.C.F. Trappitello" (promosso dalla Serie C siciliana);

la Divisione Calcio Femminile non ha rimpiazzato le squadre rinunciatarie ed è per questo motivo che i gironi sono a 14 squadre invece che a 16 come programmato.
ha rinunciato al campionato di Serie B (inattiva):
- "U.S. San Secondo" (12ª nel girone A della Serie B).

società non aventi diritto ammesse in Serie B:
- "A.C.F. Ambrosiana" di Milano (dalla Serie C lombarda),
- "Hellas Puteolana" di Pozzuoli (dalla Serie C campana),
- "A.S. Persiceto F.C. C.F." di San Giovanni in Persiceto (dalla Serie C emiliana),
- "A.C.F. Trecate" di Trecate (dalla Serie C piemontese).

### Formula
Vi hanno partecipato 28 squadre divise in due gironi. La prima classificata di ognuno dei due gironi viene promossa in Serie A, mentre la terza squadra promossa è stata determinata da uno spareggio in campo neutro tra le seconde classificate. Le ultime tre classificate di ciascun girone vengono retrocesse nei rispettivi campionati regionale di Serie C.

## Girone A

### Squadre partecipanti
| Club                       | Città                     | Stagione 1992-1993                      |
| -------------------------- | ------------------------- | --------------------------------------- |
| A.C.F. Alessandria         | Alessandria               | 5º posto in Serie B/A                   |
| A.C.F. Ambrosiana          | Milano Crescenzago        | in Serie C Lombardia                    |
| A.C.F. Calendasco Piacenza | Calendasco                | 7º posto in Serie B/A                   |
| A.C.F. Cuneo               | Cuneo                     | 13º posto in Serie B/A                  |
| C.F. Germignaga            | Germignaga                | 1º posto in Serie C Lombardia           |
| Pol. La Stalla Imola C.F.  | Imola                     | 9º posto in Serie B/A                   |
| A.C.F. Milan               | Milano                    | 4º posto in Serie B/A                   |
| A.S. Persiceto F.C. C.F.   | San Giovanni in Persiceto | in Serie C Emilia-Romagna               |
| Real Saliceta C.F.         | Baggiovara di Modena      | 1º posto in Serie C Emilia-Romagna      |
| A.C.F. Santarcangelo       | Santarcangelo di Romagna  | 11º posto in Serie B/A                  |
| G.S.F. Spezia              | La Spezia                 | 6º posto in Serie B/A                   |
| C.F. Trecate               | Trecate                   | in Serie C Piemonte-Valle d'Aosta       |
| A.C.F. Trento              | Trento                    | 1º posto in Serie C Trentino-Alto Adige |
| U.S.C.F. Vittorio Veneto   | Vittorio Veneto           | 8º posto in Serie B/A                   |

### Classifica finale
|  | Pos. | Squadra             | Pt | G  | V  | N  | P  | GF | GS | DR  |
|  | ---- | ------------------- | -- | -- | -- | -- | -- | -- | -- | --- |
|  | 1.   | ACF Milan           | 42 | 26 | 17 | 8  | 1  | 63 | 20 | +43 |
|  | 2.   | Germignaga          | 39 | 26 | 16 | 7  | 3  | 60 | 30 | +30 |
|  | 3.   | Trecate             | 36 | 26 | 16 | 4  | 6  | 45 | 31 | +14 |
|  | 4.   | La Stalla Imola     | 33 | 26 | 12 | 9  | 5  | 66 | 31 | +35 |
|  | 5.   | Calendasco Piacenza | 32 | 26 | 12 | 8  | 6  | 53 | 29 | +24 |
|  | 6.   | Trento              | 30 | 26 | 13 | 4  | 9  | 41 | 40 | +1  |
|  | 7.   | Real Saliceta       | 25 | 26 | 9  | 7  | 10 | 47 | 38 | +9  |
|  | 8.   | Alessandria         | 24 | 26 | 9  | 6  | 11 | 58 | 57 | +1  |
|  | 9.   | Persiceto           | 22 | 26 | 8  | 6  | 12 | 29 | 41 | -12 |
|  | 10.  | Cuneo (-1)          | 21 | 26 | 6  | 10 | 10 | 23 | 42 | -19 |
|  | 11.  | Vittorio Veneto     | 18 | 26 | 5  | 8  | 13 | 31 | 58 | -27 |
|  | 12.  | Santarcangelo       | 17 | 26 | 4  | 9  | 13 | 24 | 52 | -28 |
|  | 13.  | Ambrosiana          | 16 | 26 | 5  | 6  | 15 | 40 | 64 | -24 |
|  | 14.  | Spezia              | 8  | 26 | 1  | 6  | 19 | 32 | 79 | -47 |

Legenda:
      Promossa in Serie A
 Ammessa al play-off promozione
      Retrocessa in Serie C
Note:
Due punti a vittoria, uno a pareggio, zero a sconfitta.
Il Cuneo ha scontato 1 punto di penalizzazione per una rinuncia.
L'Alessandria e il Persiceto non si sono successivamente iscritti alla Serie B 1994-1995.
L'Ambrosiana è stata successivamente riammessa in Serie B a completamento organici.

## Girone B

### Squadre partecipanti
| Club                             | Città                    | Stagione 1992-1993          |
| -------------------------------- | ------------------------ | --------------------------- |
| Arezzo C.F.                      | Arezzo                   | 16º posto in Serie A        |
| A.S. C.F. Carignano Terme        | Fano                     | 11º posto in Serie B/B      |
| A.S.C.F. Cisternino              | Cisternino               | 1º posto in Serie C Puglia  |
| A.S. Fiamma Roma                 | Roma                     | 2º posto in Serie B/B       |
| A.S. Gravina C.F.                | Gravina in Puglia        | 8º posto in Serie B/B       |
| A.C.F. Hellas Puteolana          | Pozzuoli                 | in Serie C Campania         |
| S.S. Ideal Club Incisa           | Incisa in Val d'Arno     | 6º posto in Serie B/B       |
| A.C.F. Perugia                   | Perugia                  | 5º posto in Serie B/B       |
| Picenum C.F.                     | San Benedetto del Tronto | 13º posto in Serie B/B      |
| Pisa S.C.F.                      | Pisa                     | 3º posto in Serie B/B       |
| A.C.F. Prato Sport               | Prato                    | 12º posto in Serie B/B      |
| A.C.F. Salernitana Montelladomus | Salerno                  | 8º posto in Serie B/B       |
| A.C.F. Sant'Alessio              | Carignano di Lucca       | 1º posto in Serie C Toscana |
| C.F. Valmontone                  | Valmontone               | 7º posto in Serie B/B       |

### Classifica finale
|  | Pos. | Squadra                   | Pt | G  | V  | N  | P  | GF | GS | DR  |
|  | ---- | ------------------------- | -- | -- | -- | -- | -- | -- | -- | --- |
|  | 1.   | Pisa                      | 42 | 26 | 18 | 6  | 2  | 90 | 29 | +61 |
|  | 2.   | Gravina in Puglia         | 42 | 26 | 19 | 4  | 3  | 71 | 21 | +50 |
|  | 3.   | ACF Perugia               | 36 | 26 | 15 | 6  | 5  | 53 | 32 | +21 |
|  | 4.   | Valmontone                | 33 | 26 | 12 | 9  | 5  | 52 | 31 | +21 |
|  | 5.   | Prato Sport               | 28 | 26 | 10 | 8  | 8  | 29 | 28 | +1  |
|  | 5.   | Salernitana Montelladomus | 28 | 26 | 9  | 10 | 7  | 32 | 41 | -9  |
|  | 5.   | Sant'Alessio              | 28 | 26 | 10 | 8  | 8  | 49 | 45 | +4  |
|  | 8.   | Fiamma Roma               | 27 | 26 | 11 | 5  | 10 | 37 | 39 | -2  |
|  | 9.   | Picenum                   | 20 | 26 | 8  | 4  | 14 | 34 | 46 | -12 |
|  | 9.   | Ideal Club Incisa         | 20 | 26 | 5  | 10 | 11 | 26 | 39 | -13 |
|  | 9.   | Carignano Terme           | 20 | 26 | 5  | 10 | 11 | 24 | 45 | -21 |
|  | 12.  | Arezzo                    | 15 | 26 | 4  | 7  | 15 | 29 | 61 | -32 |
|  | 13.  | Hellas Puteolana (-1)     | 14 | 26 | 6  | 3  | 17 | 30 | 66 | -36 |
|  | 14.  | Cisternino                | 10 | 26 | 4  | 2  | 20 | 19 | 53 | -34 |

Legenda:
      Promossa in Serie A
 Ammessa al play-off promozione
      Retrocessa in Serie C
Note:
Due punti a vittoria, uno a pareggio, zero a sconfitta.
L'Hellas Puteolana ha scontato 1 punto di penalizzazione per una rinuncia.
Il Valmontone, il Prato Sport e il Carignano Terme non si sono successivamente iscritti alla Serie B 1994-1995.

### Spareggio per il primo posto
|      | Risultati |                   | Luogo e data            |
| ---- | --------- | ----------------- | ----------------------- |
| Pisa | 4 - 1     | Gravina in Puglia | Lanuvio, 1º maggio 1994 |
|      |           |                   |                         |

## Spareggio promozione
Non essendo pari lo scambio promosse/retrocesse con la Serie A, per determinare la terza squadra promossa si disputò uno spareggio in campo neutro tra le seconde squadre classificate dei due gironi. Lo spareggio venne dato vinto a tavolino al Gravina per rinuncia del Germignaga.
|                   | Risultati      |            | Luogo e data                             |
| ----------------- | -------------- | ---------- | ---------------------------------------- |
| Gravina in Puglia | 2 - 0 (a tav.) | Germignaga | Perugia Pian di Massiano, 15 maggio 1994 |
|                   |                |            |                                          |

## Verdetti finali
- Milan, Pisa e Gravina (a tavolino per rinuncia del Germignaga) promosse in Serie A.
- Santarcangelo, Ambrosiana, Spezia, Arezzo, Hellas Puteolana e Cisternino retrocesse nei rispettivi campionati regionali di Serie C.